# Coleophora aliena
Coleophora aliena é uma espécie de mariposa do gênero Coleophora pertencente à família Coleophoridae.